# Rubraea egina
Rubraea egina is een vlinder uit de familie van de Nymphalidae. De wetenschappelijke naam van de soort is voor het eerst gepubliceerd in 1775 door Pieter Cramer.

## Kenmerken
De spanwijdte bedraagt ongeveer 6 tot 9 cm.

## Verspreiding
Deze algemene soort komt voor in een groot deel van tropisch Afrika waaronder Senegal, Gambia, Guinee-Bissau, Guinee, Sierra Leone, Burkina Faso, Liberia, Ivoorkust, Ghana, Togo, Benin, Nigeria, Kameroen, Equatoriaal Guinea (Bioko), Gabon, Congo-Brazzaville, Centraal Afrikaanse Republiek, Zuid-Soedan, Ethiopië, Congo-Kinshasa, Oeganda, Kenia, Rwanda, West-Tanzania, Angola, Noord-Zambia, Malawi, Mozambique, Oost-Zimbabwe en Zuid-Afrika (Limpopo).

## Ondersoorten
- Rubraea egina egina Cramer, 1775
  - =Papilio rudolphina Herbst, 1792
  - =Papilio persephone Fabricius, 1793
  - =Acraea zidora Godart, 1819
  - =Acraea areca Mabille, 1889
  - =Acraea khara Grose-Smith, 1889
  - =Acraea harrisoni Sharpe, 1904
  - =Acraea egina intensa Stoneham, 1937
  - =Acraea egina pembanus Kielland, 1990
- Rubraea egina bellehui Carcasson, 1961 (Ethiopië)